# Gazownia w Bielsku-Białej

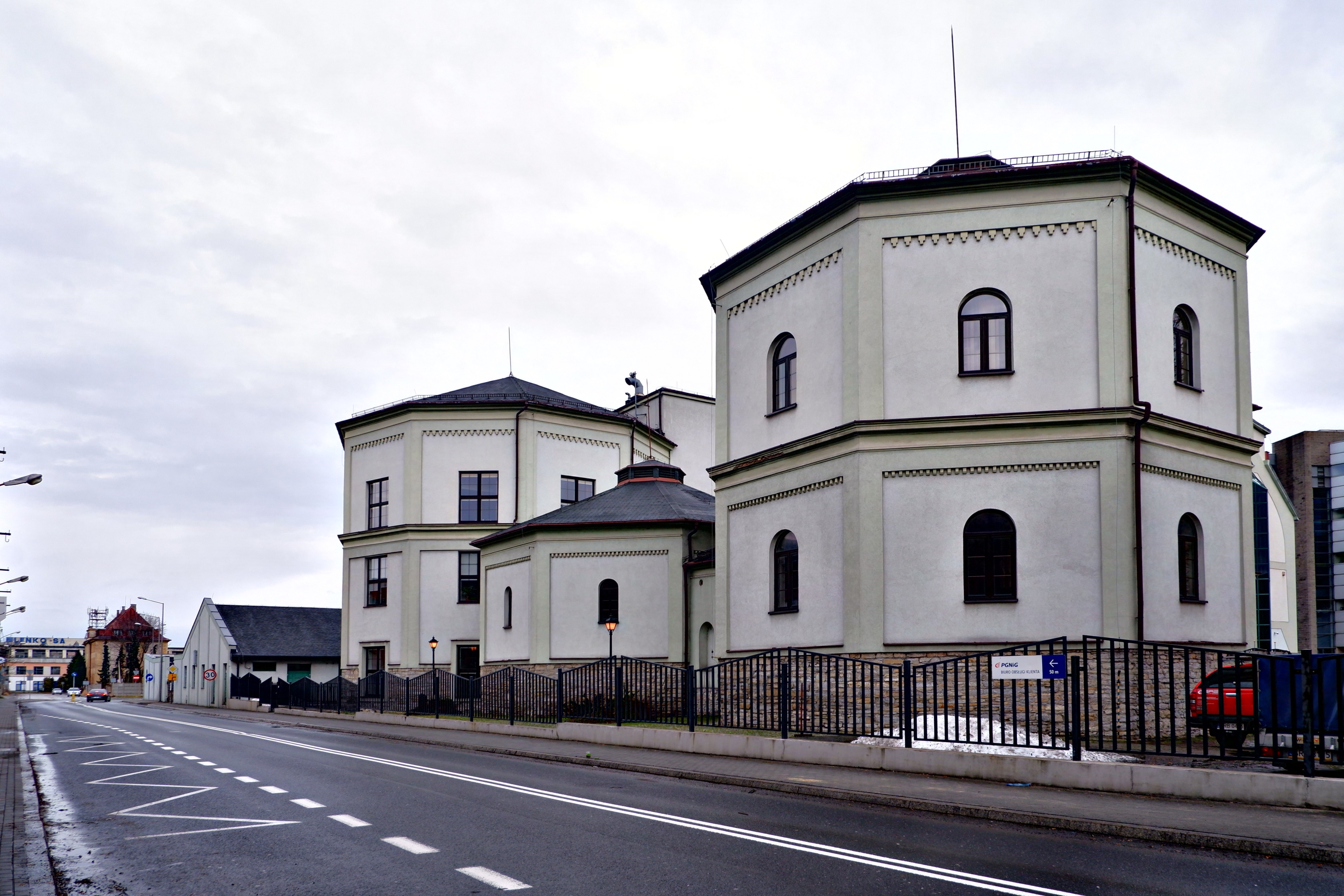
Gazownia w Bielsku-Białej – zabudowa z lat 60. XIX wieku

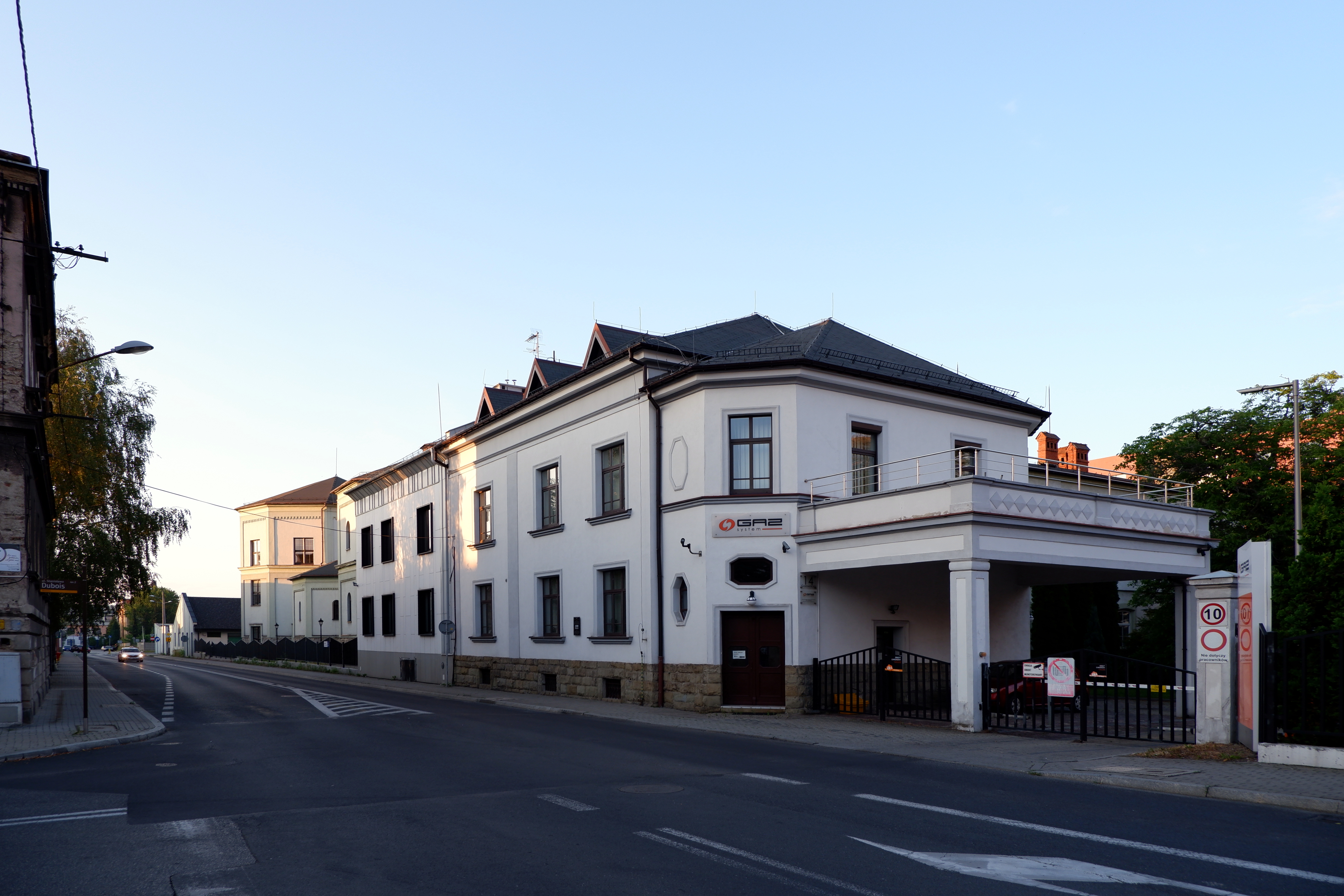
Budynek biurowy przy ulicy Gazowniczej pochodzący z czasu rozbudowy w latach 1914–1916

Gazownia w Bielsku-Białej – gazownia miejska znajdująca się w Bielsku-Białej, pomiędzy ul. Grażyńskiego i Gazowniczą (według numeracji budynków gazownia znajduje się przy ul. Grażyńskiego 3 i Gazowniczej 14).
Powstała w 1864 r. Z tego okresu pochodzi neorenesansowa zabudowa zaprojektowana przez Rudolfa Kruchnella, składająca się z trzech budynków na planie ośmiokąta. W latach 1914–1916 gazownię w znacznym stopniu rozbudowano (m.in. o nową piecownię o strony dzisiejszej ul. Grażyńskiego z wysoką wieżą węglową). W roku 1967 zakończono produkcję w bielskiej gazowni gazu ziemnego. Z przedsiębiorstwa produkcyjnego stała się przedsiębiorstwem dystrybucyjnym.
Obecnie gazownia jest siedzibą:
- Rejonu Gazowniczego w Bielsku-Białej, wchodzącego w skład Gazowni Zabrzańskiej (ul. Gazownicza 14)
- Rozdzielni Gazu w Bielsku-Białej, jednej z 28 rozdzielni gazu wchodzących w skład Rejonu Gazowniczego w Bielsku-Białej (ul. Grażyńskiego 3)
- Biura Obsługi Klienta Gazowni Zabrzańskiej (ul. Grażyńskiego 3)
- oddziału Operatora Gazociągów Przesyłowych GAZ-SYSTEM S.A. (ul. Gazownicza 14)
- Regionalnego Zakładu Obsługi Urządzeń Gazowniczych "Gaz-Technika" Sp. z o.o. (ul. Gazownicza 14)